# Strix fulvescens
El cárabo guatemalteco (Strix fulvescens), también conocido como búho leonado, búho fulvo o simplemente búho en Honduras, es una especie de búho que pertenece al género de los cárabos (Strix). Habita los bosques templados de América Central y el sur de México. No tiene subespecies reconocidas.

## Descripción
Adultos tienen un tamaño de 41-44 cm). La cara es de color marrón-rojizo, con un borde oscuro. La parte superior del cuerpo es pardo-rojizo con manchas blancas, la parte inferior es de color marrón-rojizo claro con rayas oscuras. Sólo la parte frontal del pecho es estriado. El pico es amarillo. Los ojos son de color marrón oscuro. No tiene copetes en las orejas. 

## Comportamiento
Aunque es principalmente nocturna, es también crepuscular ya que es visto de vez en cuando por las mañanas y tardes. Se alimenta de pequeños mamíferos, aves, ranas, reptiles e insectos. Por lo general caza desde una percha. Se sienta en sitios sombreados en el follaje de los árboles y en cuevas naturales. 
Anida en huecos de árboles y la puesta suele tener de dos a tres huevos, hasta cinco huevos en casos excepcionales. Los huevos son únicamente empollados por la hembra durante un período de 28 a 30 días.

## Distribución y hábitat
Su hábitat se limita a los bosques templados subtropicales y bosques húmedos montanos tropicales en las montañas de Guatemala, Honduras, El Salvador y el sur de México. Su rango de distribución altitudinal se extiende desde 1.200 hasta 3.000 m s. n. m., y es bastante común dentro de su área de distribución.